# مارتن هريستوف (لاعب كرة قدم)
مارتن هريستوف (بالبلغارية: Мартин Христов)‏ هو لاعب كرة قدم بلغاري في مركز الوسط، ولد في 6 ديسمبر 1980 في بلغاريا. لعب مع سلافيا صوفيا ونادي بترولول بلويشتي ونادي تشيرنو مور فارنا.